# René Eckhardt
René Eckhardt (geb. vor 1980) ist ein niederländischer Pianist.

## Leben und Wirken
Eckhardt studierte am Konservatorium Amsterdam bei Hans Dercksen und am Koninklijk Conservatorium in Den Haag bei Geoffrey Douglas Madge. Seit 1980 ist er Mitglied des Asko Ensemble. Als Konzertpianist trat er u. a. mit dem Concertgebouw-Orchester auf. Komponisten wie Theo Loevendie, Otto Ketting, Roderik de Man und Ton de Leeuw schrieben Werke für ihn.
1995 nahm er Charles Ives’ First & Second Piano Sonata auf CD auf. 1997 spielte er den Soloklavierpart in der Aufführung von Ives’ 4. Sinfonie mit dem Concertgebouw-Orchester. Mit dem Netherlands Radio Symphony Orchestra führte er Lou Harrisons Piano Concerto auf, mit dem Asko Ensemble Elliott Carters Double Concerto und mit dem Orchestre Philharmonique de Liège Karel Goeyvaerts’ Avontuur. Mit dem Radio Philharmonic Orchestra unter Lucas Vis nahm er Tristan Keuris’ Piano Concerto auf.
2001 unternahm er eine Konzerttournee durch die Niederlande mit dem Programm Tribute - Ten composer Portraits in word, sound and image, in dem er Werke von zehn bedeutenden Komponisten des 20. Jahrhunderts vorstellte, darunter von Olivier Messiaen, John Cage, Toru Takemitsu, Ton de Leeuw, Tristan Keuris und Astor Piazzolla. Zwölf der Werke nahm er auf der CD Tribute 2000 auf.
Auf einer Tournee 2002–03 unter dem Titel Van Haydn tot Heden kombinierte er Werke von Haydn, Schumann und Strawinsky mit ihm gewidmeten Kompositionen von Toek Numan, Roel van Oosten und Roderik de Man. 2003 spielte er in Amsterdam neben Solowerken von Henri Dutilleux und Jonathan Harvey die Uraufführung von Paolo Perezzanis Folly for to... für Klavier und Liveelektronik.
2003–04 gab Eckhardt eine Reihe von Konzerten mit Liedern von Charles Ives mit der Mezzosopranistin Marion van den Akker und dem Bariton Hans van Heiningen. Im Rahmen des EU-Projekts Think forward stellte er Kompositionen junger baltischer Komponisten vor. Im Folgejahr führte er von John Cage Music of Changes und Music for Marcel Duchamp sowie die Sonatas and Interludes for prepared piano auf und gab eine Reihe von Konzerten mit Tanz unter dem Titel Spontaneous Earth nach dem gleichnamigen Werk von Cage.
Als Kammermusiker arbeitete Eckhardt zwischen 1982 und 2004 mit dem Bassklarinettisten Harry Sparnaay und dem Flötisten Harrie Starreveld als Het Trio zusammen. Das Ensemble spielte mehr als 180 Uraufführungen, darunter von Werken Franco Donatonis, Jonathan Harveys und Theo Loevendies.